# Kemmen

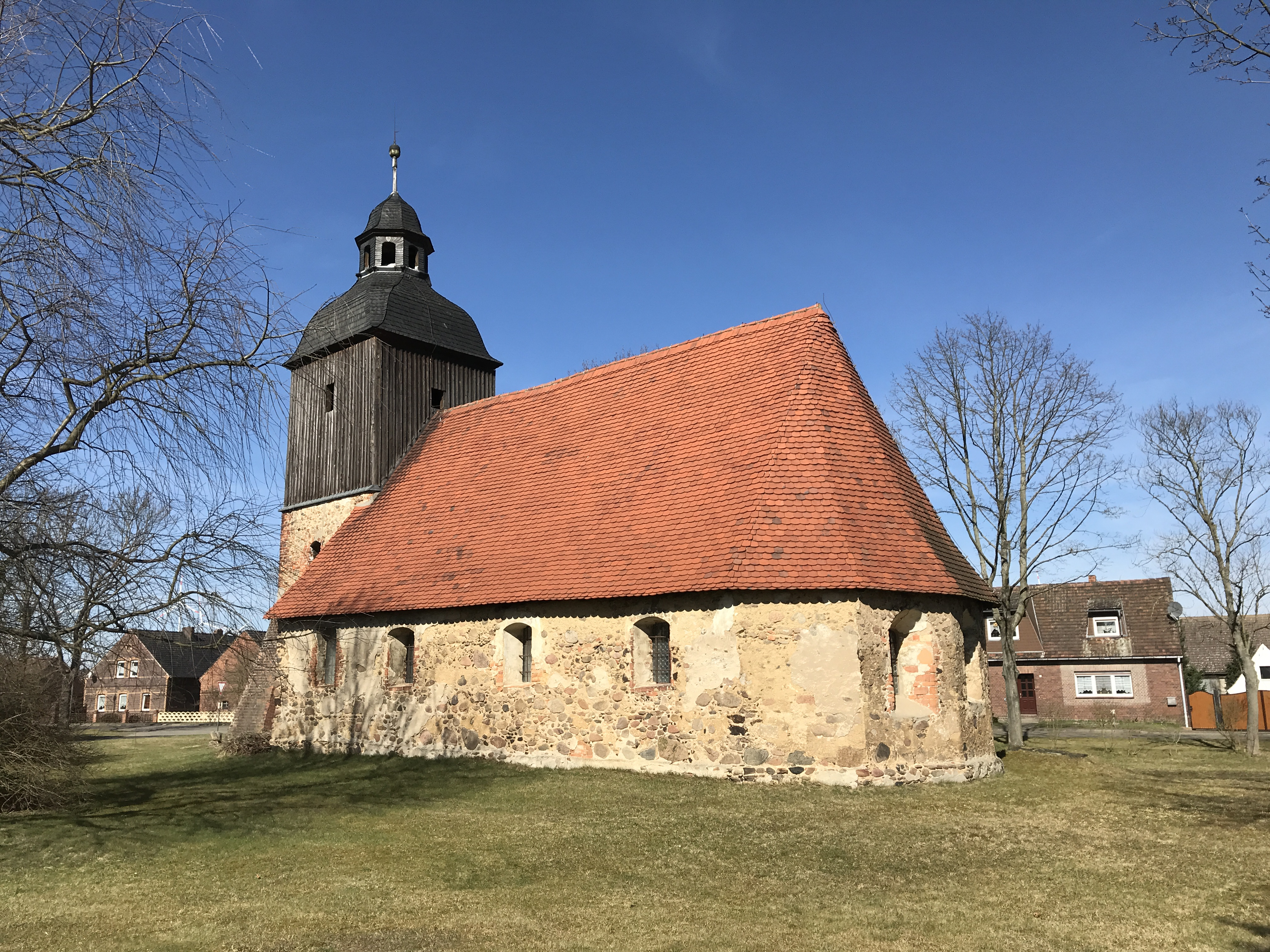
Dorfkirche Kemmen

Kemmen, niedersorbisch Kamjeny, ist ein Ortsteil der Stadt Calau im nördlichen Teil des südbrandenburgischen Landkreises Oberspreewald-Lausitz.

## Lage
Kemmen liegt in der Niederlausitz im Naturpark Niederlausitzer Landrücken. Durch den Ort fließt die Kleptna.
Nördlich liegt der Gemeindeteil Säritz und der Calauer Ortsteil Buckow. Im Nordosten folgt die Stadt Calau. Östlich und südöstlich grenzt Kemmen an den Ortsteil Werchow und dessen Gemeindeteil Cabel, weiter im Südosten befindet sich die Gemeinde Luckaitztal. Südlich liegt Settinchen, ein Gemeindeteil von Gollmitz, das südwestlich liegt. Weiter im Süden folgt die Gemeinde Bronkow. Im Westen befinden sich die Ortsteile Craupe und Groß Mehßow. Direkt im Nordwesten grenzt an Kemmen der Gemeindeteil Schadewitz, weiter nordwestlich liegt Mallenchen.

## Geschichte

### Ortsgeschichte
Kemmen wurde 1495 erstmals erwähnt. Der Ortsname leitet sich vom niedersorbischen Wort kamjeń ab und bezeichnet einen Ort im steinigen Gelände oder an einem Steinbach. Im Jahr 1761 wurde der Ort als Kamenej und 1843 als Kamena erwähnt. Der Ort war ein Gutsdorf, die Bauerngehöfte wurden auf der Nordseite der Straße errichtet.
Nach dem Wiener Kongress kam Kemmen mit der gesamten Niederlausitz an das Königreich Preußen und gehörte zum Landkreis Calau. Am 1. Januar 1926 wurde der Ort Schadewitz nach Kemmen eingemeindet. Nach dem Zweiten Weltkrieg gehörte Kemmen zum 1952 neugegründeten Kreis Calau. Am 1. Mai 1974 wurde der Nachbarort Säritz nach Kemmen eingemeindet. Ab 1986 lag Kemmen in einem Bergbauschutzgebiet und war durch die Devastierung durch den geplanten Tagebau Calau-Süd bedroht. Nach der Wende wurden die Planungen zur Öffnung des Feldes wieder verworfen.
Am 26. Oktober 2003 wurde Kemmen mit seinen Gemeindeteilen und den Orten Mlode, Groß Mehßow, Werchow, Bolschwitz sowie Saßleben in die Stadt Calau eingegliedert. Der Ort gehört seit 2010 zum Kirchenkreis Niederlausitz.

### Einwohnerentwicklung
| Einwohnerentwicklung in Kemmen von 1875 bis 2002 | Einwohnerentwicklung in Kemmen von 1875 bis 2002 | Einwohnerentwicklung in Kemmen von 1875 bis 2002 | Einwohnerentwicklung in Kemmen von 1875 bis 2002 | Einwohnerentwicklung in Kemmen von 1875 bis 2002 | Einwohnerentwicklung in Kemmen von 1875 bis 2002 | Einwohnerentwicklung in Kemmen von 1875 bis 2002 | Einwohnerentwicklung in Kemmen von 1875 bis 2002 | Einwohnerentwicklung in Kemmen von 1875 bis 2002 | Einwohnerentwicklung in Kemmen von 1875 bis 2002 | Einwohnerentwicklung in Kemmen von 1875 bis 2002 | Einwohnerentwicklung in Kemmen von 1875 bis 2002 | Einwohnerentwicklung in Kemmen von 1875 bis 2002 | Einwohnerentwicklung in Kemmen von 1875 bis 2002 |
| Jahr                                             | Einwohner                                        | Jahr                                             | Einwohner                                        | Jahr                                             | Einwohner                                        | Jahr                                             | Einwohner                                        | Jahr                                             | Einwohner                                        | Jahr                                             | Einwohner                                        | Jahr                                             | Einwohner                                        |
| ------------------------------------------------ | ------------------------------------------------ | ------------------------------------------------ | ------------------------------------------------ | ------------------------------------------------ | ------------------------------------------------ | ------------------------------------------------ | ------------------------------------------------ | ------------------------------------------------ | ------------------------------------------------ | ------------------------------------------------ | ------------------------------------------------ | ------------------------------------------------ | ------------------------------------------------ |
| 1875                                             | 145                                              | 1933                                             | 209                                              | 1964                                             | 206                                              | 1989                                             | 241                                              | 1993                                             | 218                                              | 1997                                             | 260                                              | 2001                                             | 279                                              |
| 1890                                             | 134                                              | 1939                                             | 185                                              | 1971                                             | 172                                              | 1990                                             | 236                                              | 1994                                             | 220                                              | 1998                                             | 268                                              | 2002                                             | 275                                              |
| 1910                                             | 147                                              | 1946                                             | 302                                              | 1981                                             | 277                                              | 1991                                             | 228                                              | 1995                                             | 224                                              | 1999                                             | 279                                              |                                                  |                                                  |
| 1925                                             | 175                                              | 1950                                             | 272                                              | 1985                                             | 252                                              | 1992                                             | 225                                              | 1996                                             | 236                                              | 2000                                             | 287                                              |                                                  |                                                  |

## Kultur und Sehenswürdigkeiten

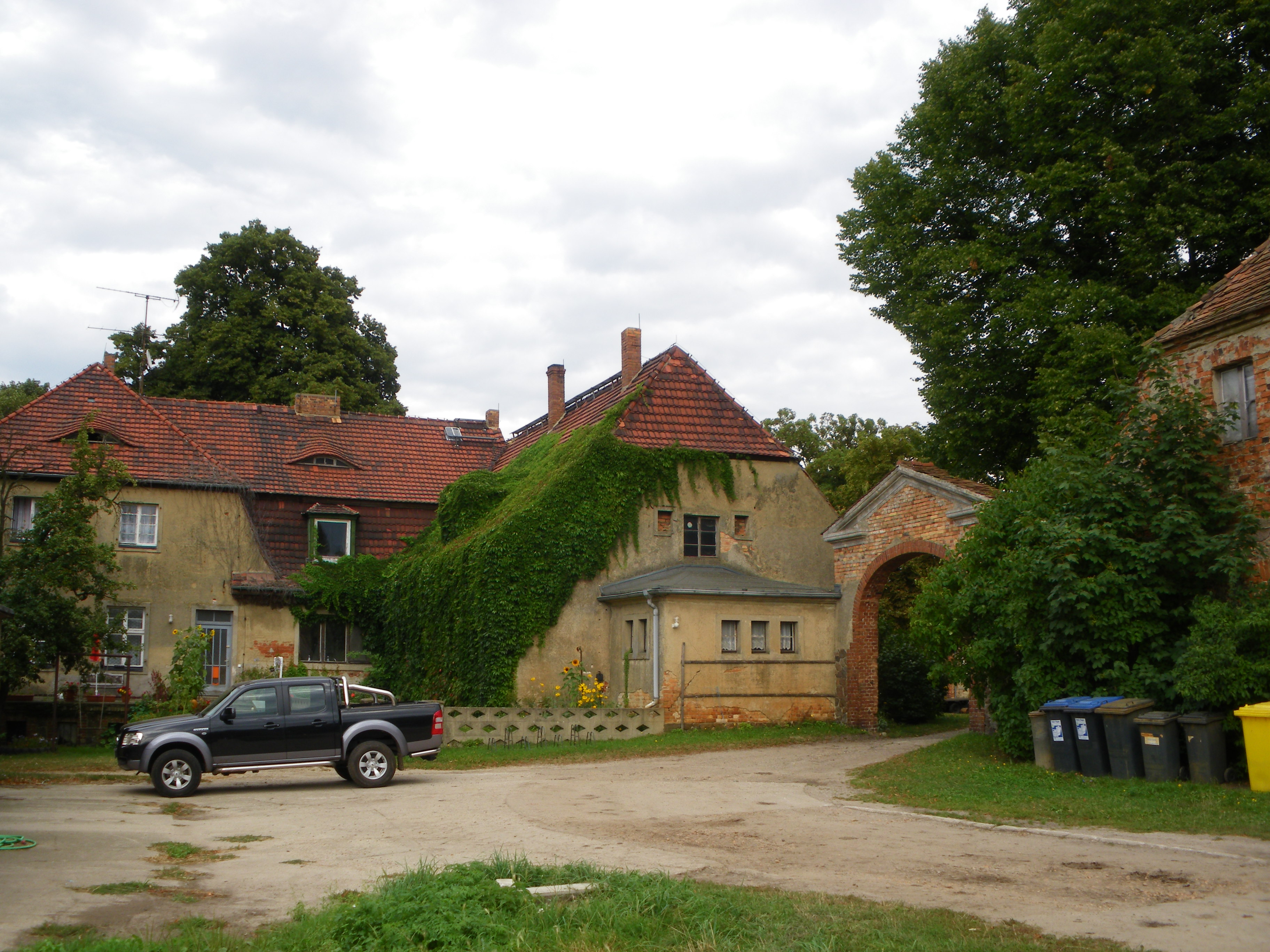
Gutsanlage Kemmen

Die Dorfkirche Kemmen stammt in ihren Grundmauern aus dem Jahre 1346. Im Dreißigjährigen Krieg wurde sie zerstört. Georg Planck, der Kanzler der Niederlausitz und Gutsbesitzer, ließ sie wieder aufbauen. Für die Ausstattung wurden der Bildhauer Andreas Schultze und der Maler Martin Heber engagiert. Die Kirche gehört zu den Baudenkmalen der Stadt Calau.
Ebenfalls zu den Baudenkmälern gehört das ehemalige Herrenhaus mit seinen Wirtschaftsanlagen sowie die angrenzende Park- und Gartenlandschaft.

## Wirtschaft und Infrastruktur
Kemmen liegt an der Kreisstraße 6625 von Calau nach Finsterwalde. Westlich des Ortes verläuft die Bundesautobahn 13.